# Lucía Delgado
Lucía Delgado (Madrid, 16 de julio de 1992) es una periodista y actriz española de cine y televisión.

## Biografía
Lucía Delgado nació en Madrid el 16 de julio de 1992. Comenzó a realizar estudios de teatro en el año 2006 en el Teatro La Complutense de Madrid, donde realizó sus primeras interpretaciones en las obras Un poeta en Nueva York (2006), Retablo de la avaricia, la lujuria y la muerte (2007), La muchacha de la ventana (2008). En 2014 obtuvo el grado en periodismo por la Universidad Autónoma de Madrid mientras realizaba cursos de arte dramático. Aunque su primera experiencia en cine se dio en el año 2004 en la película El séptimo día, no obtuvo mayor reconocimiento hasta el año 2011, con su participación en la película de Emilio Martínez-Lázaro La montaña rusa y en las series televisivas Ángel o demonio y Águila Roja.
En 2014 participa en la película Perdona si te llamo amor y la web serie Aula de castigo, donde interpreta a Eva, una de las protagonistas. En 2018 participa en los largometrajes Hacerse mayor y otros problemas de Clara Martínez-Lázaro, El árbol de la sangre de Julio Medem y Miamor perdido de Emilio Martínez-Lázaro, además de tener un papel recurrente en la serie de TVE Estoy vivo, donde interpreta a Julia. En 2021 protagoniza la serie Supernormal en Movistar+, con el papel de Carlota y tiene un papel recurrente en la serie Paraíso.

## Filmografía

### Cine
| Año  | Título                          | Personaje   | Director               |
| ---- | ------------------------------- | ----------- | ---------------------- |
| 2004 | El séptimo día                  | Extra       | Carlos Saura           |
| 2009 | Al final del camino             | Extra       | Roberto Santiago       |
| 2012 | La montaña rusa                 | Modosita    | Emilio Martínez-Lázaro |
| 2014 | Perdona si te llamo amor        | Diana       | Joaquín Llamas         |
| 2018 | Hacerse mayor y otros problemas | Dependienta | Clara Martínez-Lázaro  |
| 2018 | El árbol de la sangre           | Núria       | Julio Medem            |
| 2018 | Miamor perdido                  | Camarera    | Emilio Martínez-Lázaro |
| 2021 | La familia perfecta             | Fabiola     | Arantxa Echevarría     |
| 2022 | Pijamas espaciales              | Estela      | Clara Martínez-Lázaro  |

### Televisión
| Año       | Título               | Personaje            | Canal     | Notas       |
| --------- | -------------------- | -------------------- | --------- | ----------- |
| 2011      | Ángel o demonio      | Almudena             | Telecinco | 1 episodio  |
| 2011      | BuenAgente           | Extra                | La Sexta  | 1 episodio  |
| 2012      | Águila Roja          | Jimena               | TVE       | 1 episodio  |
| 2014      | Aula de castigo      | Eva                  | Internet  | 6 episodios |
| 2018      | Estoy vivo           | Julia Moirón Velasco | TVE       | 5 episodios |
| 2019      | Hospital Valle Norte | Laura                | TVE       | 1 episodio  |
| 2021      | Supernormal          | Carlota              | Movistar+ | 6 episodios |
| 2021-2022 | Paraíso              | Inma                 | Movistar+ | 3 episodios |